# Gunung Rantekombola
Der Rantekombola (Indonesisch: Bulu Rantekombola) ist der zweithöchste Berg auf Sulawesi und liegt in der Provinz Sulawesi Selatan. Es gibt allerdings Quellen, die ihn anstelle des nahegelegenen Gunung Rantemario als höchsten Berg der Insel bezeichnen.